# Оберірзен
Оберірзен (нім. Oberirsen) — громада в Німеччині, розташована в землі Рейнланд-Пфальц. Входить до складу району Альтенкірхен. Складова частина об'єднання громад Альтенкірхен.
Площа — 9,45 км2. Населення становить 626 ос. (станом на 31 грудня 2020).

## Галерея

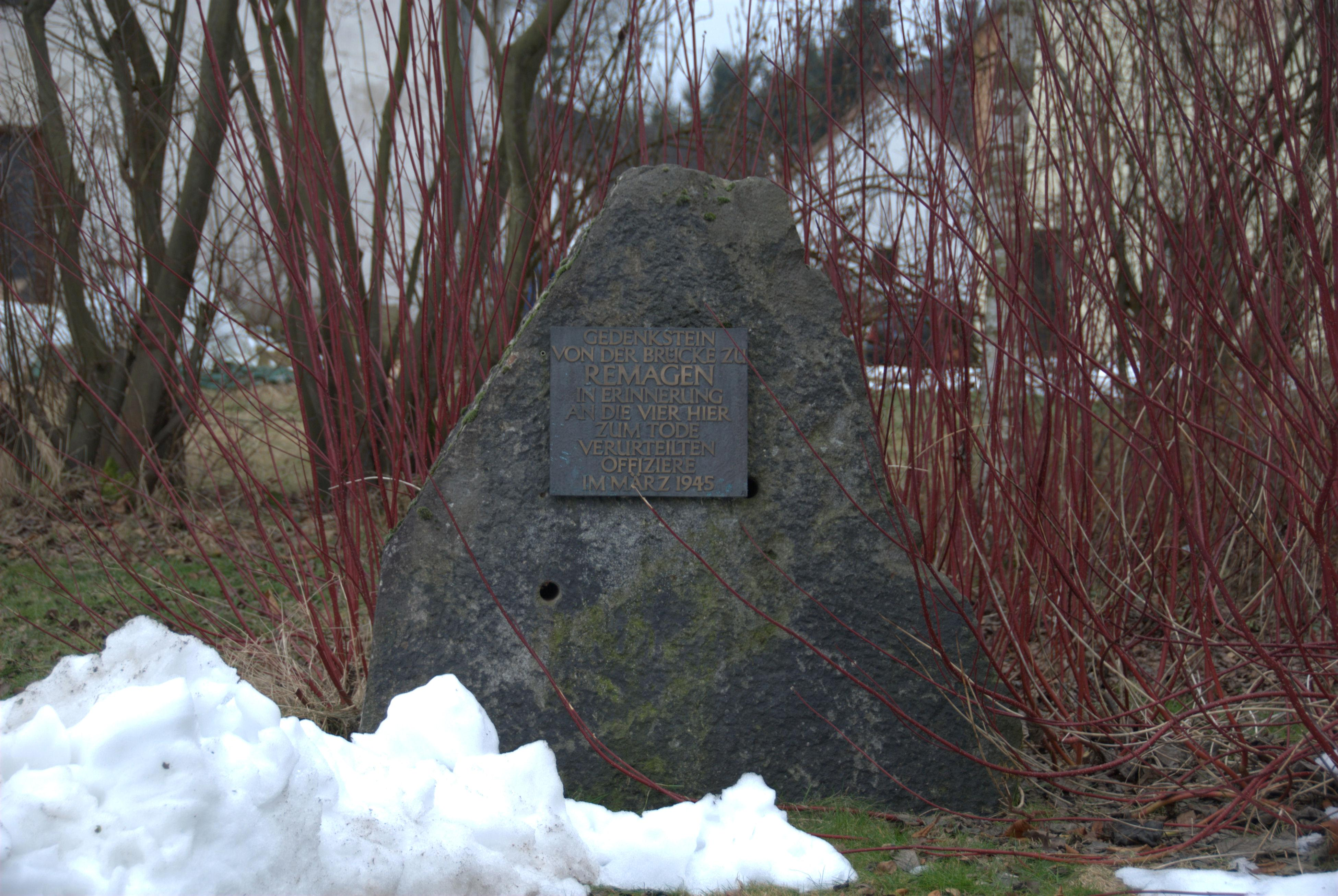